# Вос, Мартен де

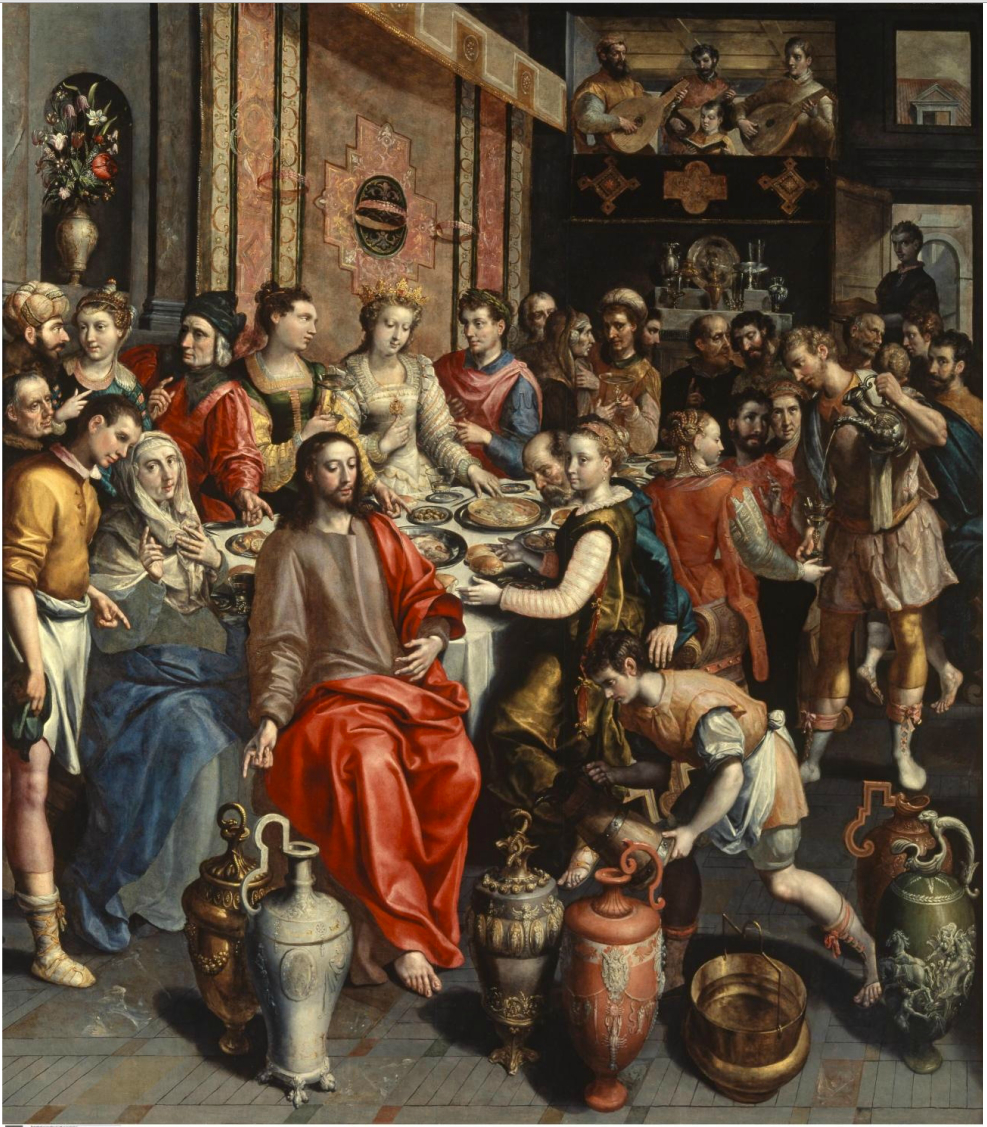
Брак в Кане Галилейской. 1597. Дерево, масло. Собор Антверпенской Богоматери, Антверпен

Мартен де Вос (нидерл. Marten de Vos, Maarten de Vos, Maerten de Vos; 1532, Антверпен — 4 декабря 1603, Антверпен) — один из ведущих художников южнонидерландской (фламандской) школы живописи и графики конца XVI века — эпохи Северного Возрождения и нидерландского маньеризма. Романист.

## Биография
Мартен де Вос родился в Антверпене и был младшим из четырёх детей живописца Питера де Воса (1490—1567) и Анны де Хир. Его отец родился в Лейдене и переехал в Антверпен.
Мартен и его брат, которого также зовут Питер, учились живописному ремеслу у отца, а затем, возможно, у Франса Флориса, но документальных подтверждений этому нет.
Мартен де Вос, также как в своё время его отец и Франс Флорис, совершил между 1550 и 1558 годами поездку в Италию. В 1552 году (?) Мартен де Вос познакомился с известным нидерландским живописцем Питером Брейгелем Старшим; в этом же году они вместе посетили Флоренцию, Венецию и Рим, где Мартен написал алтарную картину «Непорочное зачатие» для церкви Сан-Франческо-а-Рипа. Вероятно, он проживал в Риме, Флоренции и Венеции. В работах де Воса заметно влияние живописцев венецианской школы. Историограф венецианской живописи Карло Ридольфи писал, что Мартен де Вос работал в Венеции в мастерской Тинторетто, что объясняет это влияние.
По возвращении в Антверпен в 1558 году де Вос стал членом aнтверпенской Гильдии Святого Луки и управлял большой мастерской. В 1560 году Мартен де Вос женился на Джоанне Ле Бук, которая стала его единственной супругой и любовью на всю жизнь (у них было пять дочерей и три сына, двое из них: Даниэль (1568—1605) и Мартен Младший (1576—1613) также стали художниками.
В 1556 году в Нидерландах в ходе кальвинистской Реформации достигло своего апогея иконоборческое движение «Вeeldenstorm» (по-голландски: «нападение на изображения или статуи»). Многие алтарные картины и статуи, как и украшения церквей, были уничтожены. Позже Мартен де Вос стал одним из немногих художников, которым было поручено восстановление церковных алтарей в Антверпене. За этот период Мартеном де Восом были созданы многие из его значительных работ, такие как «Образ Девы Марии» (1602), написанный для капеллы Гильдии Святого Луки, и «Брак в Кане Галилейской» (1597) для цеха винного алтаря Гильдии, которая позднее стала достоянием Антверпенского музея гильдий. В 1572 году Мартен де Вос был утверждён деканом антверпенской Гильдии Святого Луки. Его племянник Виллем де Вос — ученик гильдии, также впоследствии станет художником.
Мартен де Вос был также соучредителем Братства романистов, в котором числились многие известные нидерландские художники, меценаты и гуманисты того времени, приезжавшие в Рим и высоко ценившие романскую культуру.
Мартен де Вос скончался в Антверпене 4 декабря 1603 года и был похоронен 7 декабря в соборе Нотр-Дам-де-Анвер.

## Творчество
Мартен де Вос был разносторонним и плодовитым живописцем. В начале своей карьеры он писал портреты и сюжетные композиции, затем основным жанром его творчества стали библейские и отчасти мифологические сюжеты. Большое влияние на его творчество оказал известный в своё время нидерландский художник Питер Арстен. Работы позднего периода творчества Мартина де Воса характеризуются экспрессивностью, а также особенным колоритом: яркими красками с преобладанием тёплых тонов. Как живописец, Мартин де Вос был особенно продуктивен в период с 1580 по 1585 годы (время удержания власти кальвинистов в Антверпене). В последующем колорит его картин стал более мягким и гармоничным. В общей сложности он создал более 1600 работ, среди которых были шедевры живописи и рисунки, служившие основой для гравюр. Ему довелось творить в эпоху наибольшего могущества и расцвета Нидерландов; в истории искусства это время упоминается как «Золотой век голландской живописи».
В период с 1564 по 1599 год у Мартена де Воса было одиннадцать учеников: Балтен Флирден (1564), Венцель Кёбергер (1573), Ганс Снайерс (1575), Мертен Боли (1577), Йекес Кирель (1577), Ян Адриансен Кноттаерт (1584), Петер Гутстен (1588), Ганс Кноттарт (1594), Ганс ван Альтен (1595), Ганс де ла Торте (1595) и Авраам ван Ливендейл (1599).
Де Восу также приписывают создание овального образа «Архангела Рафаила» и «Молодого Товии» в Кафедральном соборе Мехико. Его произведения находятся во многих известных музеях мира, таких как: Музей изящных искусств в Бильбао (Похищение Европы), Музей изящных искусств и археологии Шалон-ан-Шампань (Сражение Миневры с Венерой), Музее изящных искусств в Севилье (Воскресение Христово), (копия картины также находится в Детройте и в Амстердамском государственном музее). Институт искусства Курто в Лондоне и Музей Сан-Франциско также обладают серией работ мастера.
В Санкт-Петербургском Эрмитаже имеется картина Мартена де Воса «Аллегория мира и правосудия», другая — «Триумф христианской истины» приписывается его мастерской.
- Укушение гадюкой Святого Павла на острове Мальта (1568) Лувр, Париж
- Страшный суд (1570) Музее изящных искусств в Севилье
- Картины с изображениями животных в Шверинском замке (1572)
- Алтарь Святого Томаса, (1574) (Королевский музей изящных искусств, Антверпен)
- Моисей со скрежалями завета (1575) Гаагский Mauritzhuis
- Рождество Христово, (1577) Собор Антверпенской Богоматери
- Портрет Антония Ансельмуса, его жена и их дети, 1577, Королевский музей изящных искусств, Брюссель
- Адам и Ева после изгнания из земного рая, гравюра по рисунку, (1583)
- Святая Родня (1585) Музей изобразительных искусств, Гент
- Семья Святой Анны (фрагмент), 1585 Музей изобразительных искусств, Гент.
- Аллегория семи свободных искусств, (1590) частная коллекция
- Воскресение Лазаря (1593) Лихтенштейнская галерея в Вене
- Искушение Святого Антония, (1594) Королевский музей изящных искусств, Антверпен
- Алтарь Св. Фомы (1600) Антверпенский музей
- Сцена из жития Богородицы, ок. 1600 Собор Богоматери в Турне
- Благая весть, (1601) Королевский музей изящных искусств, Антверпен.
- Алтарь монетчиков (1601) Антверпенский музей
- Образ Богоматери Св. Луки (1602) Антверпенский музей

## Галерея

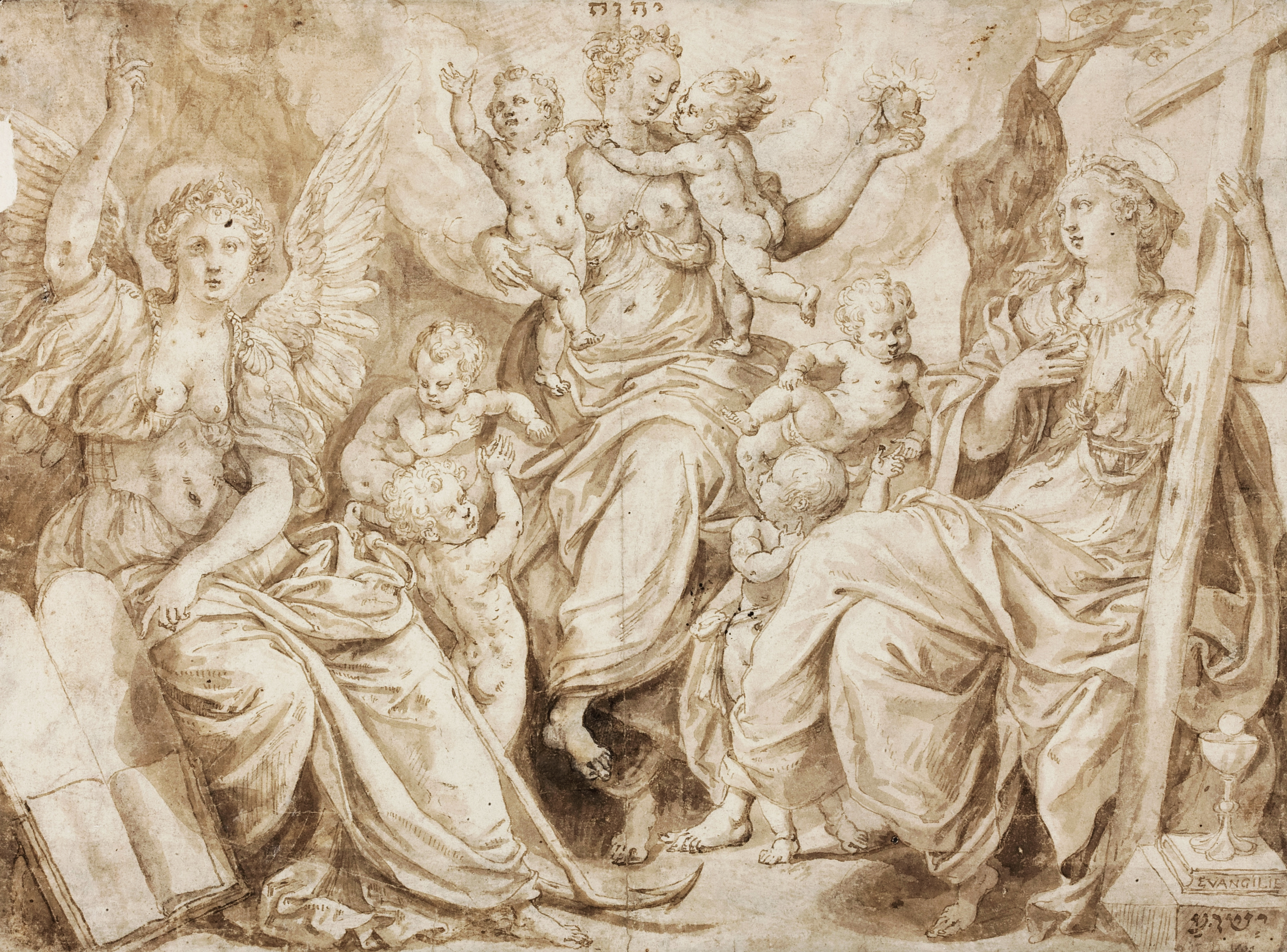
Вера, Надежда и Любовь. До 1577. Бумага, перо, кисть, тушь. Национальный музей, Варшава
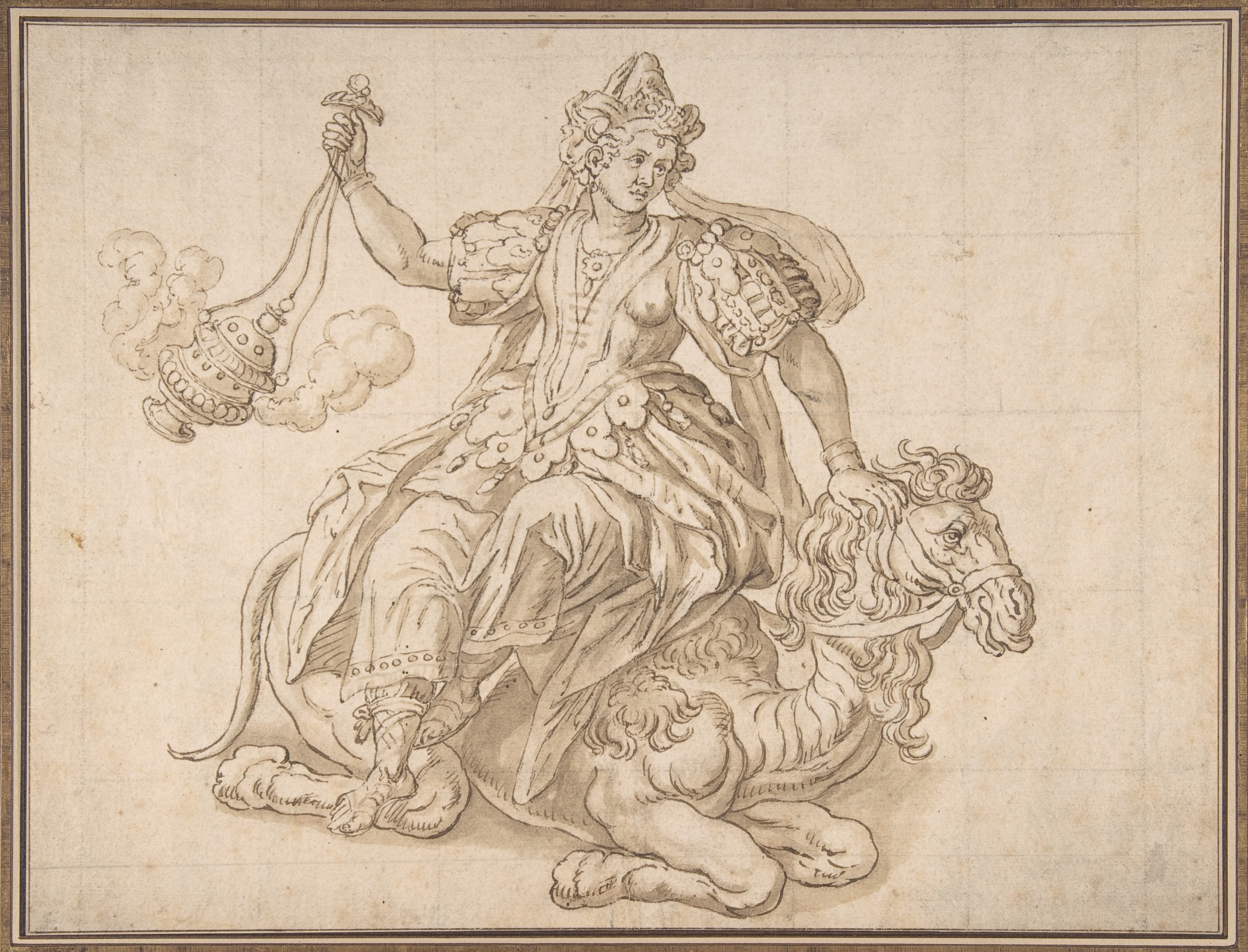
Азия. Бумага, перо, кисть, тушь. Метрополитен-музей, Нью-Йорк
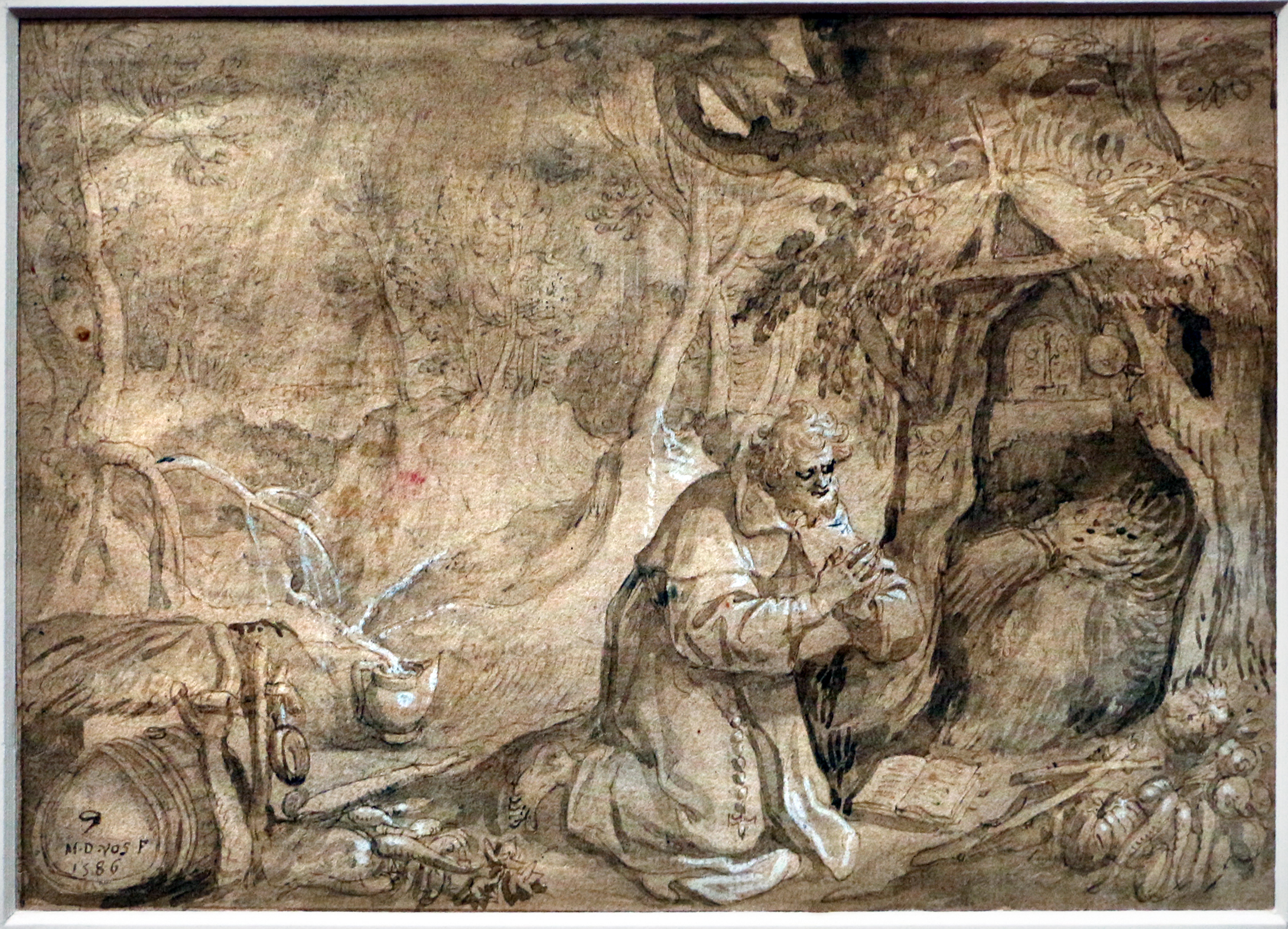
Отшельник. 1586. Бумага, итальянский карандаш, тушь, белила. Частное собрание
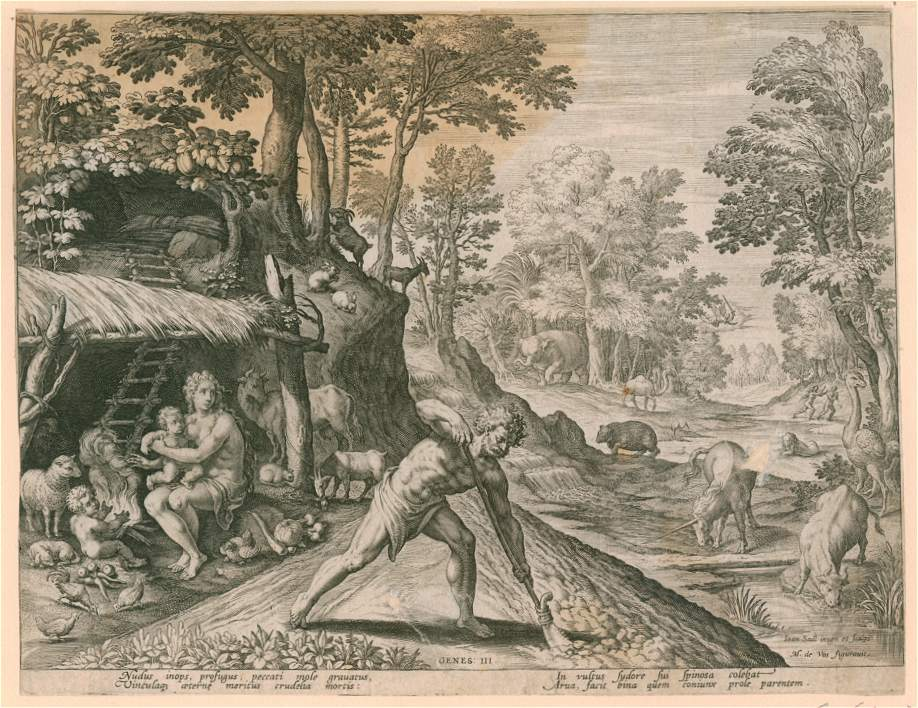
Адам и Ева после изгнания из Рая. 1583. Офорт Э. Саделера по рисунку М. де Воса
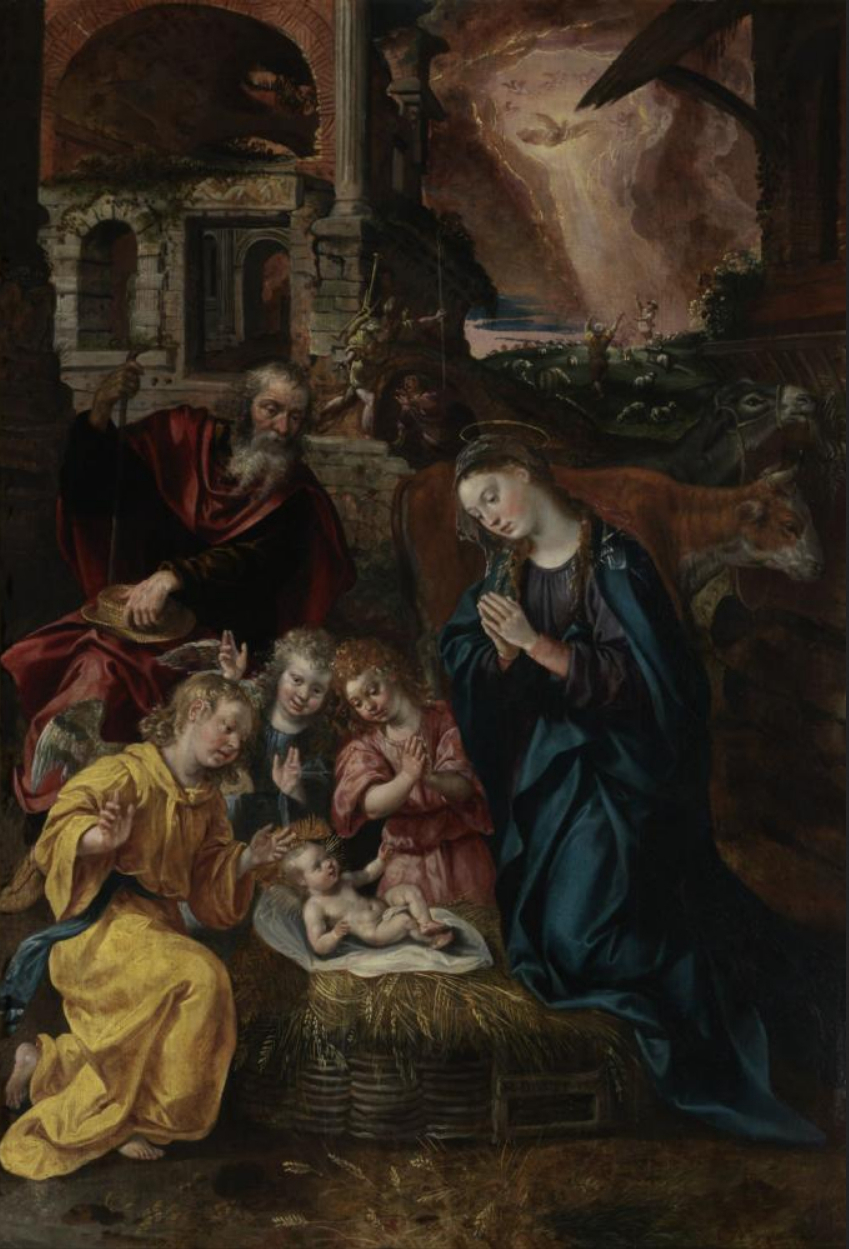
Рождество. 1577. Дерево, масло. Собор Антверпенской Богоматери
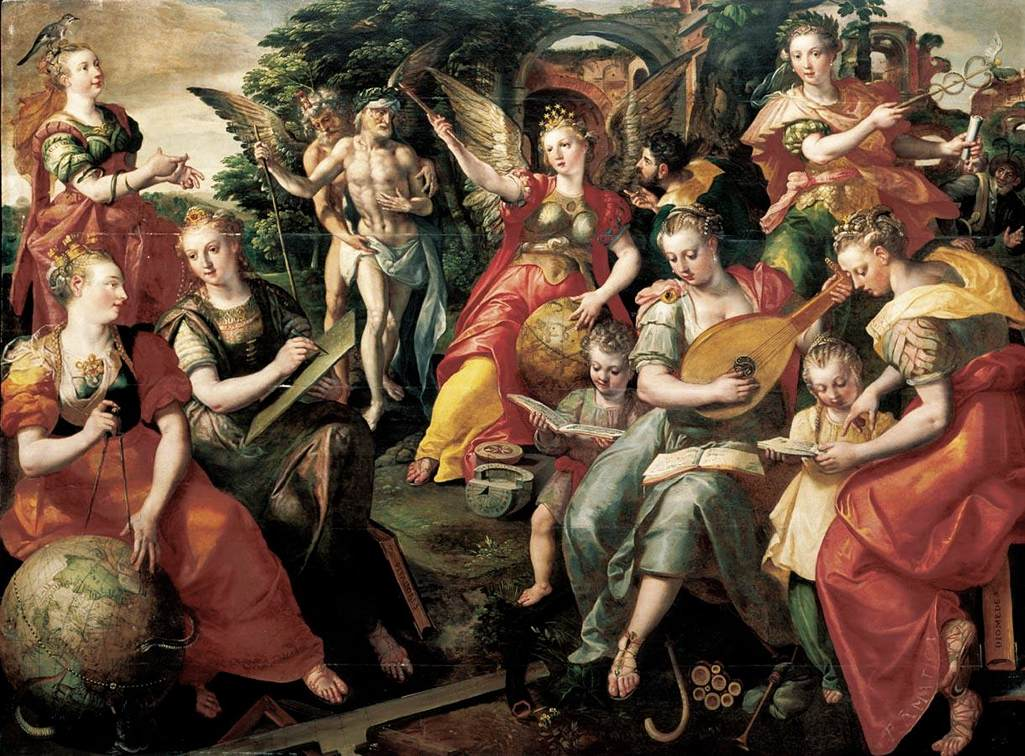
Аллегория семи свободных искусств. 1590. Дерево, масло. Частное собрание
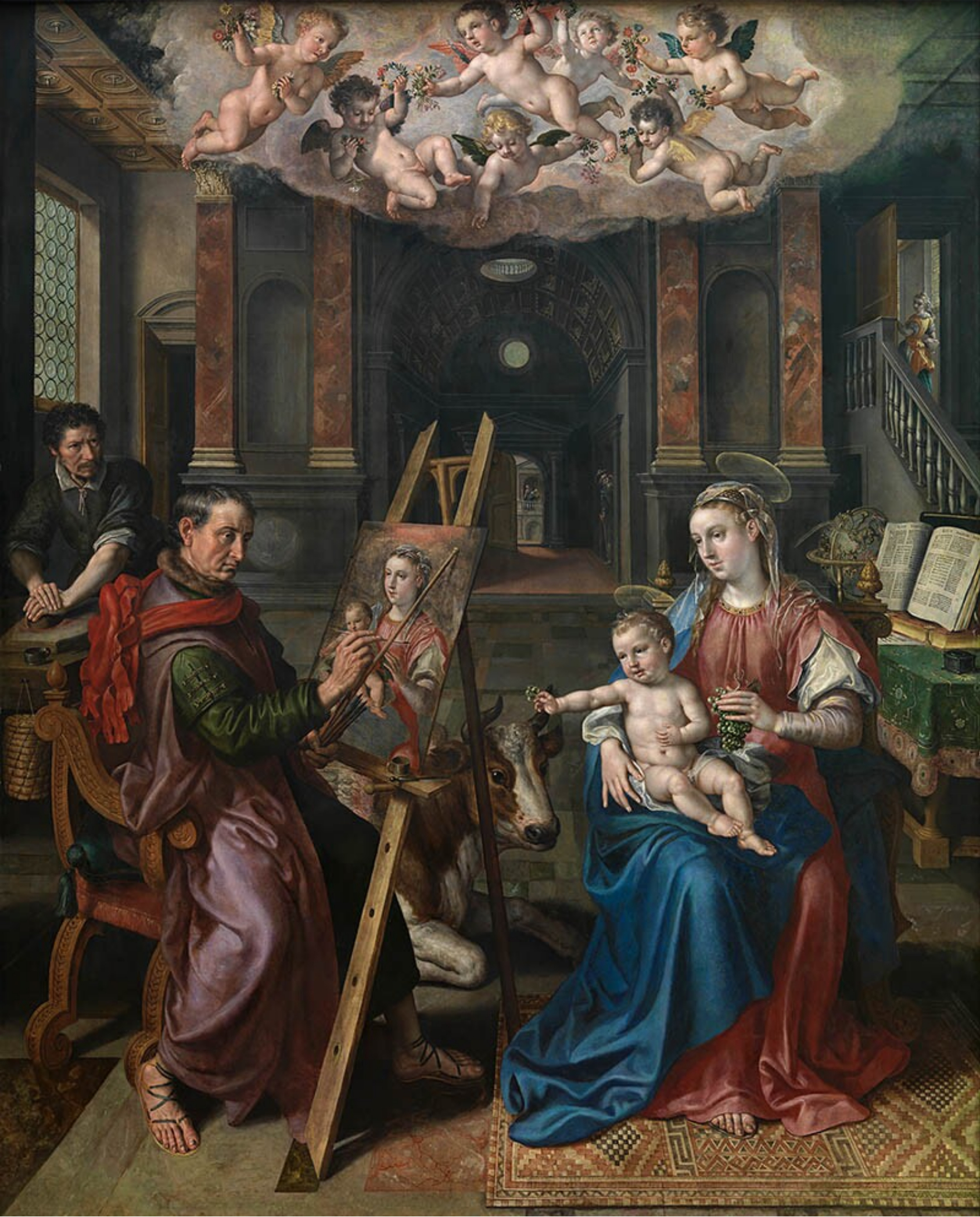
Святой Лука пишет портрет Девы Марии. 1602. Дерево, масло. Королевский музей изящных искусств, Антверпен
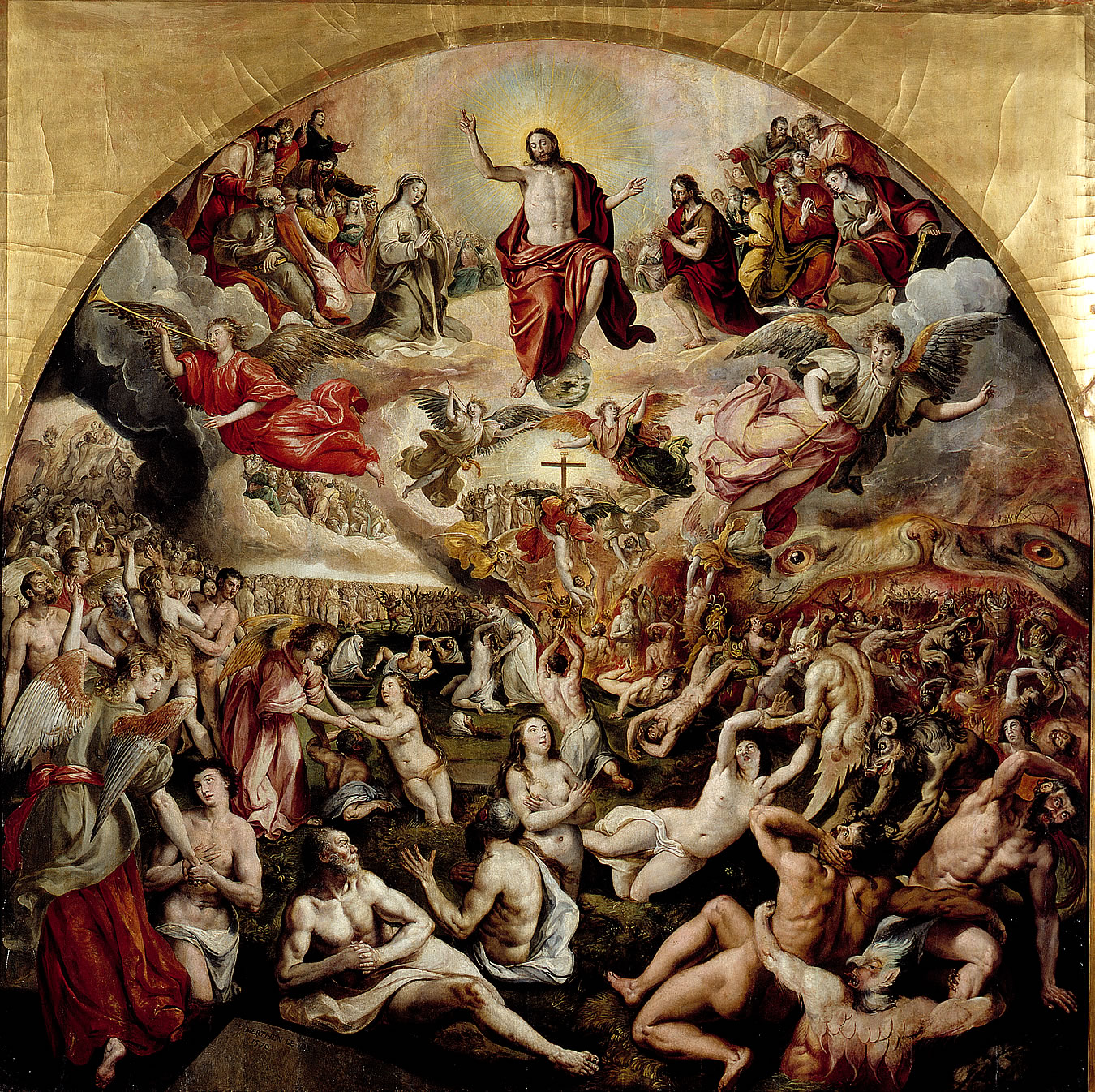
Страшный суд. 1570. Дерево, масло. Музей изящных искусств Севильи
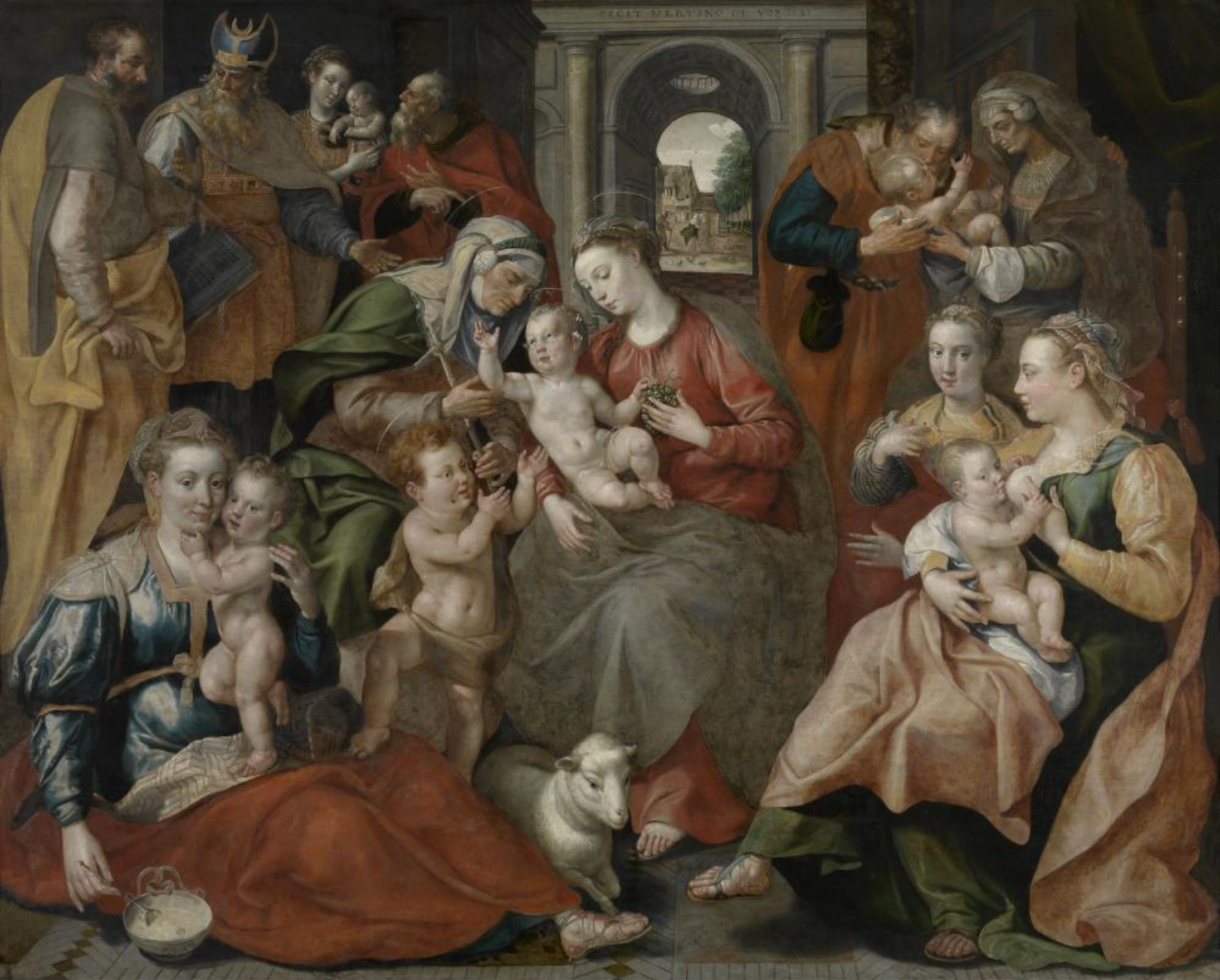
Семья Святой Анны. 1585. Дерево, масло. Музей изящных искусств, Гент
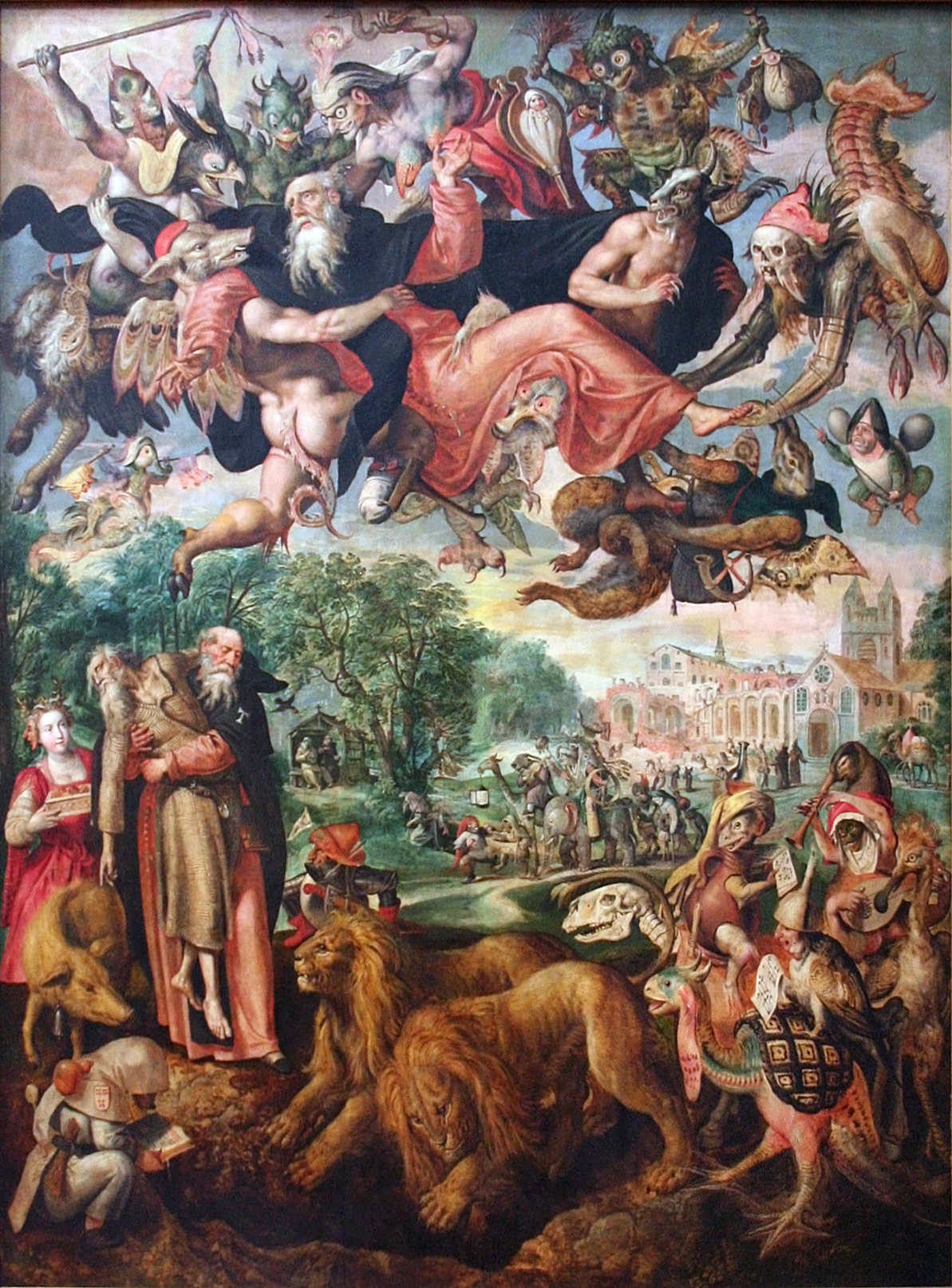
Искушение Святого Антония. 1594. Дерево, масло. Королевский музей изящных искусств, Антверпен
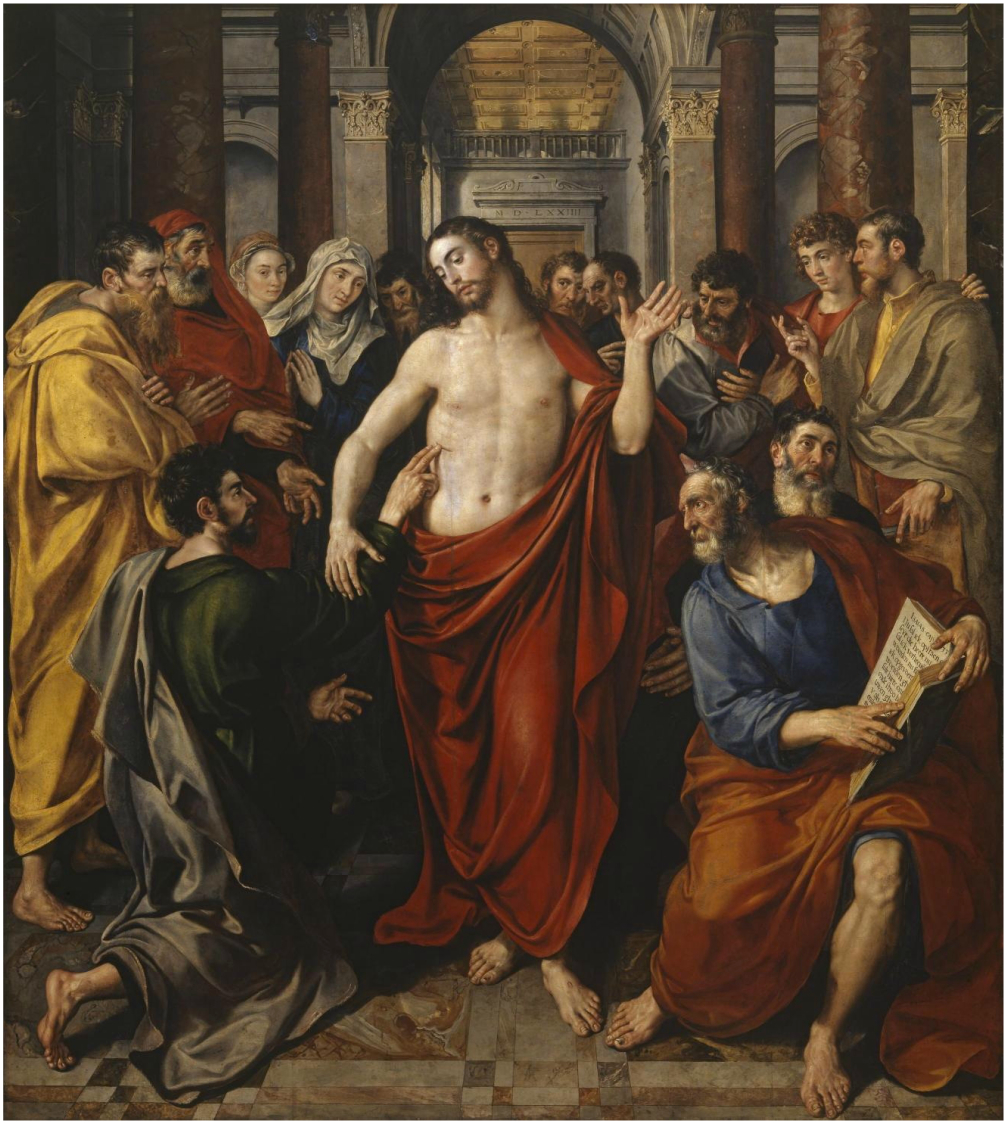
Неверие Святого Фомы. 1574. Холст, масло. Королевский музей изящных искусств, Антверпен
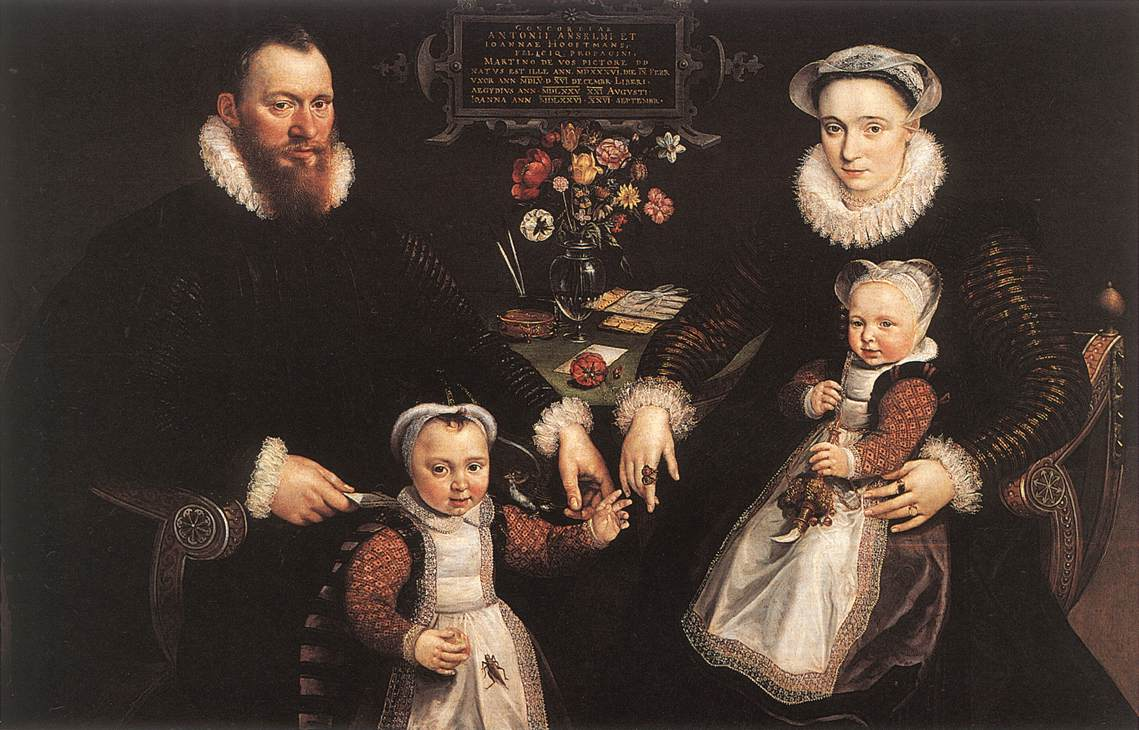
Портрет Антония Ансельмуса, его жена и их дети. 1577. Дерево, масло. Королевский музей изящных искусств, Брюссель
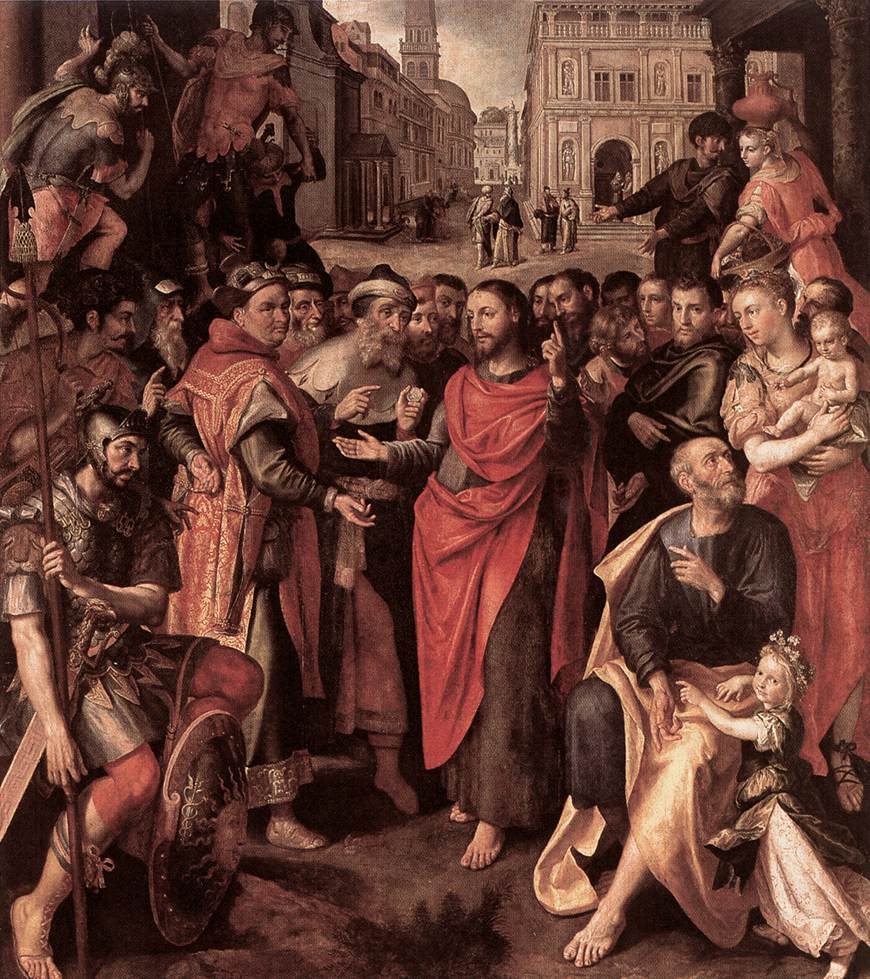
Плата императору (Динарий кесаря). 1601. Дерево, масло. Королевский музей изящных искусств, Антверпен
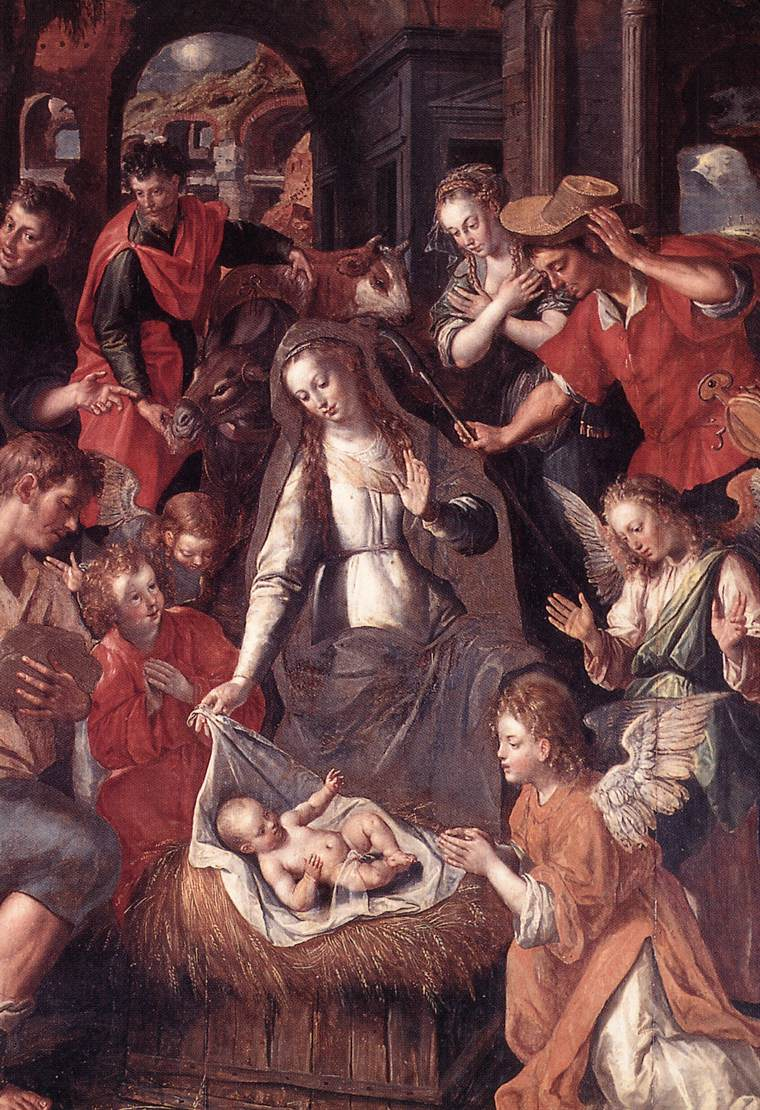
Рождество. 1600. Дерево, масло. Собор Нотр-Дам, Турне
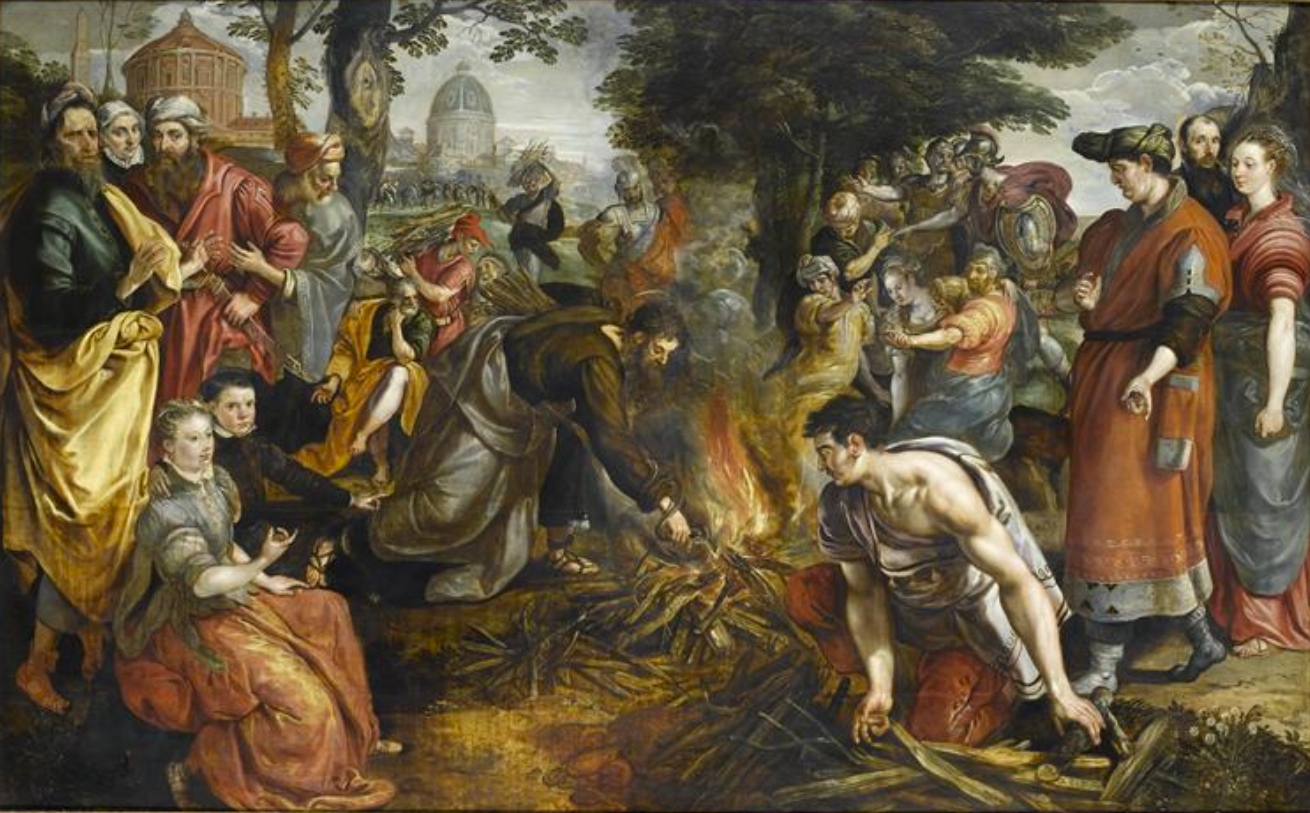
Святой Павел, укушенный гадюкой на острове Мальта. Ок. 1568. Дерево, масло. Лувр, Париж